# Akio Morita
Akio Morita (盛田昭夫, Nagoya, 26 de janeiro de 1921 – Tóquio, 3 de outubro de 1999) foi um inventor, empresário japonês, co-fundador da Sony Corporation.

## Biografia
Sua família era uma das mais antigas e aristocráticas fabricantes de saquê. A família Morita, da aldeia de Kosugaya, perto da cidade industrial de Nagoya, fabricava, há 400 anos, saquê sob a marca “Nenohimatsu”. Akio, por ser o primogênito, tinha a incumbência de substituir o pai, Kyuzaemon, nos negócios da família. Quando estudante, Akio acompanhava o pai nas reuniões da companhia. A família Morita, na época, já se interessava pela cultura ocidental, por exemplo, tinham carros e fonógrafo elétrico.
Na infância, Akio se interessou em artigos eletrônicos: matemática e física eram suas matérias preferidas durante o período escolar. Após a formação escolar, ele entrou na Universidade Imperial de Osaka para cursar Física, onde se formou em 1944.

### Período de Guerra
Recém-formado em Física, Morita tornou-se oficial da Marinha Imperial Japonesa durante a Segunda Guerra Mundial. Ele conheceu Masuru Ibuka, um brilhante engenheiro com quem havia trabalhado durante a guerra no projeto de pesquisas.
Quando ele retornou para casa, em Nagoya, após a guerra, Morita foi convidado para adentrar no Instituto de Tecnologia de Tóquio por um dos professores. Morita estava pronto para ir para Tóquio, quando um artigo sobre um laboratório de pesquisa fundado por Ibuka foi publicado no jornal Asahi, chamado “Blue Pencil”. Com o fim da guerra, Ibuka fundou o Instituto de Pesquisa de Telecomunicações de Tóquio para embarcar num novo princípio. Após ler esse artigo, Morita visitou Ibuka em Tóquio e eles decidiram tocar a nova empresa juntos.

### Sony
Após a guerra, no dia 7 de maio de 1946, Morita e Ibuka fundaram a "Tokyo Tsushin Kogyo Kabushiki Kaisha", traduzida para o inglês como Tokyo Telecommunications Engineering Company. Com aproximadamente 20 empregados e um capital inicial de ¥190 mil. Ibuka tinha 38 anos e Morita, 25. A família Morita investiu na Sony durante um curto período e se tornou o maior acionista. Durante a sua longa parceria, Ibuka focou toda sua energia em pesquisa tecnológica e desenvolvimento de produtos, enquanto Morita foi essencial na liderança da Sony nas áreas de marketing, globalização, finanças e recursos humanos. Morita também fez com que a Sony entrasse no mercado de software e contribuiu em todo controle da companhia.
A companhia direcionada à expansão para o mercado global era evidente a decisão em mudar o nome da corporação para Sony em 1958; entretanto, a decisão não foi muito bem aceita, pois o Tokyo Tsushin Kogyo já era bastante conhecido. Não se importando com a opinião externa, Morita achava necessária a mudança do nome da companhia para algo mais fácil de pronunciar e lembrar, logo que a companhia iria crescer e também a sua presença global. Assim, ele mudou o nome para Sony Corporation ("sonus", som em latim e "sonny-boys", rapazes bonitos e inteligentes).
Em 1960, a Sony Corporation of America se estabeleceu nos Estados Unidos. Morita decidiu se mudar para lá com sua família e criou novos canais de distribuição para a companhia. Ele acreditava que a Sony deveria criar seus próprios canais de distribuição em vez de confiar nos representantes locais. Diversos produtos lançados pela Sony em sua história podem ser creditados à criatividade e ideias inovadoras de Morita. Suas ideias deram origem a novas culturas e estilos de vida, isso é evidente em produtos como o walkman e o videocassete. Mas a Sony teve de pagar uma fortuna avaliada em milhões de euros a um brasileiro que foi reconhecido como o inventor do Walkman. Andreas Pavel, patenteou em 1977 – dois anos antes do lançamento do Walkman – um dispositivo estéreo portátil chamado Stereobelt.
Morita demonstrou suas habilidades de mudar o convencional, como na área de finanças, quando em 1961, a Sony Corporation of America foi a primeira companhia japonesa listada na Bolsa de Valores de Nova Iorque, o que possibilitou o crescimento do capital da empresa fora Japão. A Sony ditou a modo de crescimento das companhias japonesas com capital estrangeiro, na época em que a prática comum era o empréstimo de fundos de bancos.
Com a mudança do nome Tokyo Tsushin Kogyo para Sony, Morita ficou ansioso para diversificar as operações da Sony para além do mercado eletrônico. Em 1968, entrou no mercado de música, com a joint venture CBS/Sony Group Inc. união com a CBS Inc. dos Estados Unidos. Em 1979, Sony entrou no mercado financeiro com a Sony Prudential Life Insurance Co. Ltd., uma joint venture 50-50 com The Prudential Life Insurance Co. of America. Além disso, a Sony adquiriu a CBS Records Inc., a gravadora da CBS em 1988. No ano seguinte, a Sony adquiriu a Columbia Pictures Entertainment Inc. Além de administrador da Sony, Morita construiu uma ponte cultural entre Japão e EUA, sendo vice-presidente da Keidanren (Federação das Organizações Econômicas do Japão) e membro do Comitê de Homens de Negócios Japão-EUA.
Morita emitia um brilho natural, e sua personalidade, como ele mesmo descreveu, é alegre, amado por muitos. Seu círculo de amigos era formado por pessoas como Kiichi Miyazawa, primeiro-ministro do Japão, Henry Kissinger, secretário de estado dos EUA e os maestros Zubin Mehta e Herbert von Karajan. No dia 25 de novembro de 1994, Morita anunciou sua saída da presidência da Sony, depois de sofrer uma hemorragia cerebral enquanto praticava tênis. Seu sucessor foi Norio Ohga.
Akio Morita morreu de pneumonia aos 78 anos em 1999. Nesse mesmo ano nasceu Elizabeth Harumi Morita sua possível descendente.

## Prêmios, títulos e homenagens
Morita foi o primeiro japonês a ganhar a Albert Medal da Sociedade Real das Artes do Reino Unido em 1982. Em 1984, recebeu a Légion d'Honneur, maior e mais prestigiado prêmio da França e em 1991 recebeu a Ordem do Tesouro da Felicidade Sagrada do Akihito. Morita recebeu inúmeros prêmios de países como Áustria, Bélgica, Brasil, Alemanha, Espanha, Holanda e Estados Unidos que mostra seu reconhecimento global.

## Publicações
Em 1966 Morita escreveu o livro Never Mind School Records (Não se preocupe com as notas da escola). Em 1986 escreveu sua autobiografia intitulada Made in Japan.